# Hélicoptère de reconnaissance

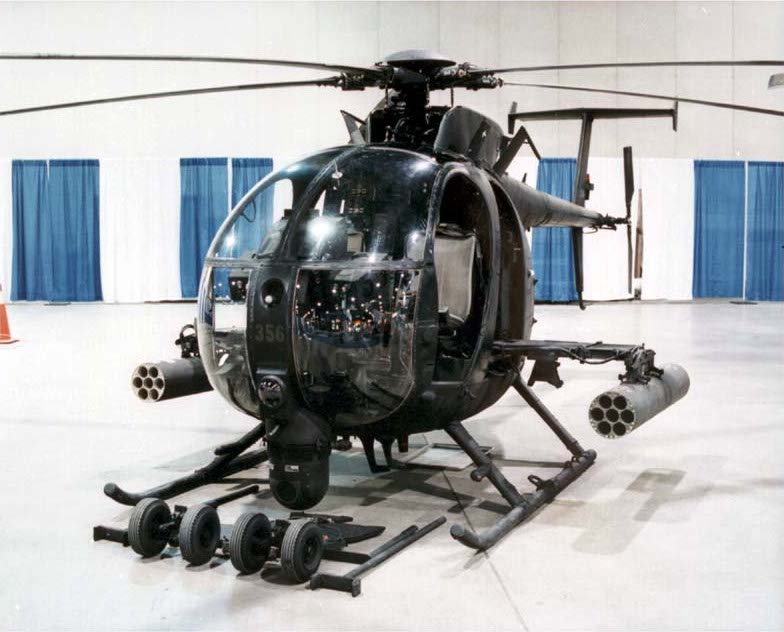
Image d'un hélicoptère de reconnaissance dans son parking

Un hélicoptère de reconnaissance est un hélicoptère servant à observer une cible définie depuis le ciel. Il peut agir la plupart du temps de jour comme de nuit et dans un assez grand nombre de conditions grâce à un panel d'instruments aidant le pilote, comme des lunettes à vision infrarouge.

## Liste d'exemples
- Aérospatiale SA340 Gazelle[1]
- Airbus Helicopters H145 (MBB-Kawasaki BK 117)
- Bell OH-58 Kiowa[2]
- Bell V-280 Valor[3]
- Boeing-Sikorsky RAH-66 Comanche
- De Lackner HZ-1 Aerocycle
- HAL Light Observation Helicopter
- Hiller UH-12 Raven
- Hughes MD 500 Defender
- Hughes OH-6 Cayuse
- Kamov Ka-60 Kasatka
- Kawasaki OH-1
- MD Helicopters MH-6 Little Bird
- Sikorsky Raider X[3]